# Новосмолинский
Новосмолинский (также распространено неофициальное название Новосмолино) — посёлок в Володарском муниципальном районе Нижегородской области России.

## География
Расположен на трассе М-7 «Москва — Нижний Новгород» в 57 км к западу от Нижнего Новгорода, в 10 км к северо-западу от районного центра — города Володарска.

## История
В 1965 г. Указом Президиума ВС РСФСР поселок Смолино 2-е переименован в Новосмолинский.
27 июля 1998 года майор танковой дивизии Игорь Беляев вывел на центральную площадь Новосмолино танк, протестуя против невыплаты жалованья. «Мятежный» поступок получил поддержку местных жителей и сослуживцев. После переговоров с властями долги по зарплате были погашены, а Игорь Беляев продлил контракт на службу в армии.

## Население
| 1999 | 2002  | 2010  | 2021  |
| ---- | ----- | ----- | ----- |
| 6360 | ↘5216 | ↗5587 | ↘4933 |

## Инфраструктура
Посёлок условно делится на «старый городок» (Шоссейная улица) и «новый городок» (Танковая улица). Кварталы «нового городка» были построены 1993—1994 годах финским генеральным подрядчиком за счёт финансирования Федеративной Республикой Германия.
Промышленных объектов нет. Основной работодатель — воинские части и учреждения Министерства обороны России. В посёлке находятся общеобразовательная школа на 600 мест с двумя спортзалами, бассейном и теплицами, детский сад на 320 мест, отделение Почты России, отделение Сбербанка, военная поликлиника МО РФ, РЭС «Новосмолинское» ОАО «Оборонэнерго», сетевые продуктовые магазины, аптеки, торговый центр, молодёжный центр, музыкальная школа, дом офицеров, библиотека, кафе, объекты придорожного сервиса.
В посёлке установлен на постаменте танк Т-34-85 выпуска 1945 года — мемориал танкистам-нижнеднепровцам, а также обелиск военнослужащим 245-го гв. мотострелкового полка, погибшим в Чеченской республике в 1994—2001 годах.
В 2015 году освящен Православный храм имени Святого Благоверного князя Александра Невского Выксунской епархии РПЦ.